# Hjortstamia bambusicola
Hjortstamia bambusicola är en svampart som först beskrevs av Berk. & Broome, och fick sitt nu gällande namn av Hjortstam & Ryvarden 2005. Hjortstamia bambusicola ingår i släktet Hjortstamia och familjen Phanerochaetaceae.   Inga underarter finns listade i Catalogue of Life.